# Вильмор-сюр-Ван
Вильмо́р-сюр-Ван (фр. Villemaur-sur-Vanne) — упразднённая коммуна во Франции, находится в регионе Шампань — Арденны. Департамент — Об. Входила в состав кантона Эстиссак. Округ коммуны — Труа. 1 января 2016 года вошла в состав новой коммуны Экс-Вильмор-Пали.
Код INSEE коммуны — 10415.
Коммуна была расположена приблизительно в 125 км к юго-востоку от Парижа, в 95 км юго-западнее Шалон-ан-Шампани, в 26 км к западу от Труа.

## Население
Население коммуны на 2008 год составляло 490 человек.
| 1962 | 1968 | 1975 | 1982 | 1990 | 1999 | 2008 |
| ---- | ---- | ---- | ---- | ---- | ---- | ---- |
| 470  | 488  | 442  | 384  | 381  | 424  | 490  |

## Администрация
| Период | Период | Фамилия    | Партия | Примечания |
| ------ | ------ | ---------- | ------ | ---------- |
| 2001   | 2008   | Жерар Кайя |        |            |
| 2008   |        | Филипп Про |        |            |

## Экономика
В 2007 году среди 296 человек в трудоспособном возрасте (15-64 лет) 222 были экономически активными, 74 — неактивными (показатель активности — 75,0 %, в 1999 году было 67,8 %). Из 222 активных работали 205 человек (106 мужчин и 99 женщин), безработных было 17 (8 мужчин и 9 женщин). Среди 74 неактивных 20 человек были учениками или студентами, 30 — пенсионерами, 24 были неактивными по другим причинам.

## Достопримечательности
- Церковь Успения Пресвятой Богородицы (XIII век). Памятник истории с 1972 года[3]
- Мост через реку Ван[фр.] (XVII век). Памятник истории с 1984 года[4]

## Фотогалерея

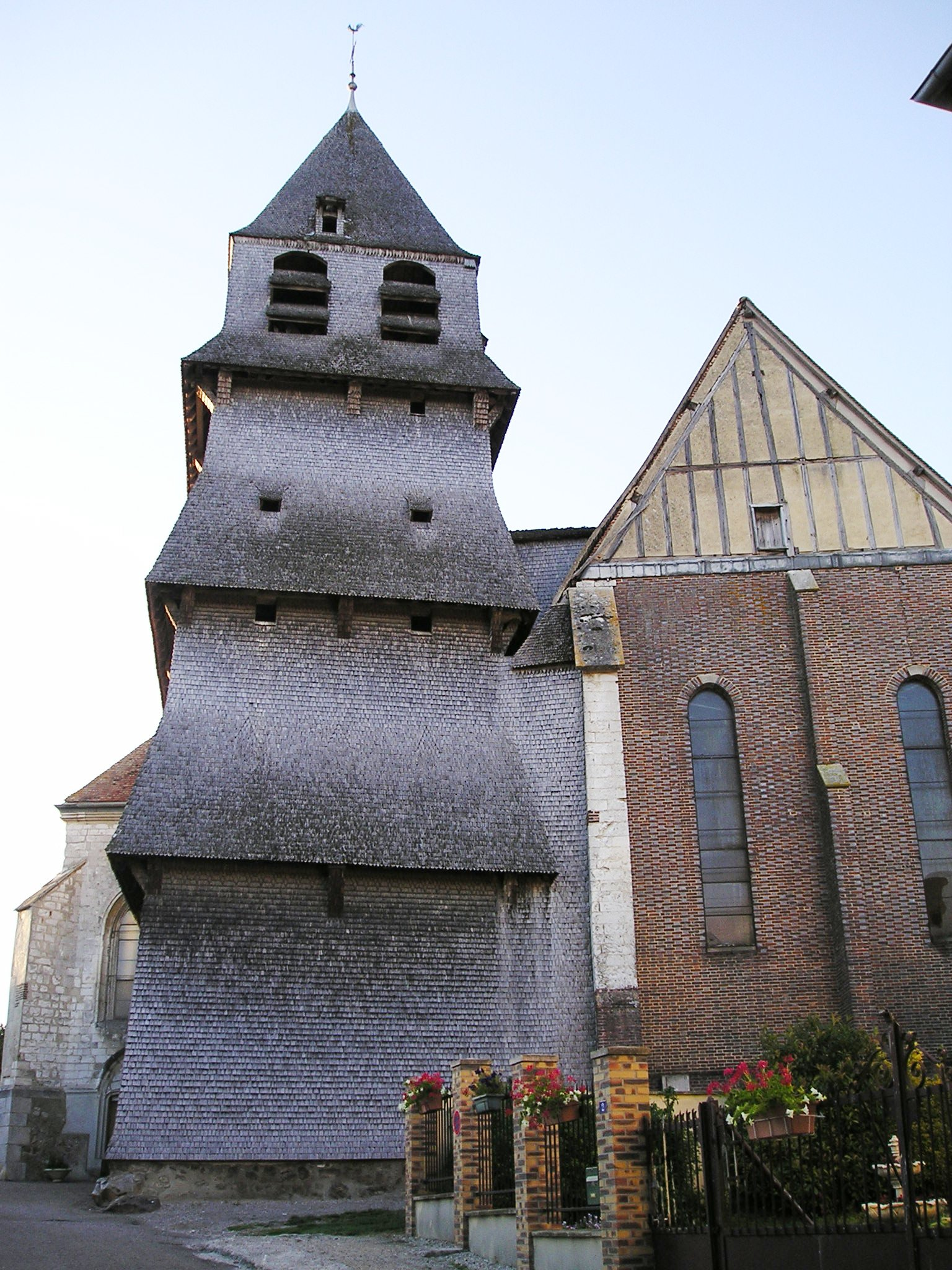
Церковь Успения Пресвятой Богородицы
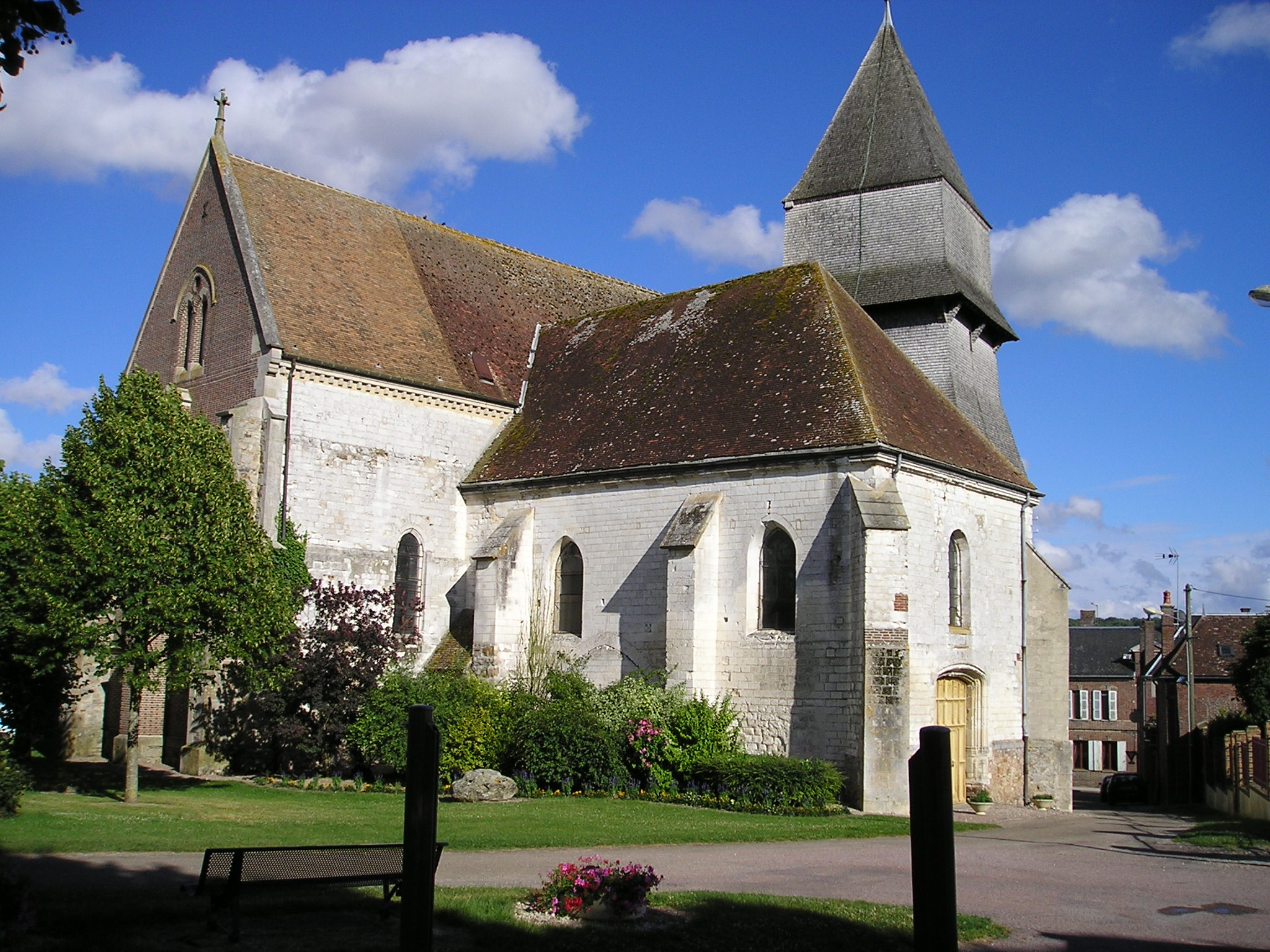
Церковь Успения Пресвятой Богородицы
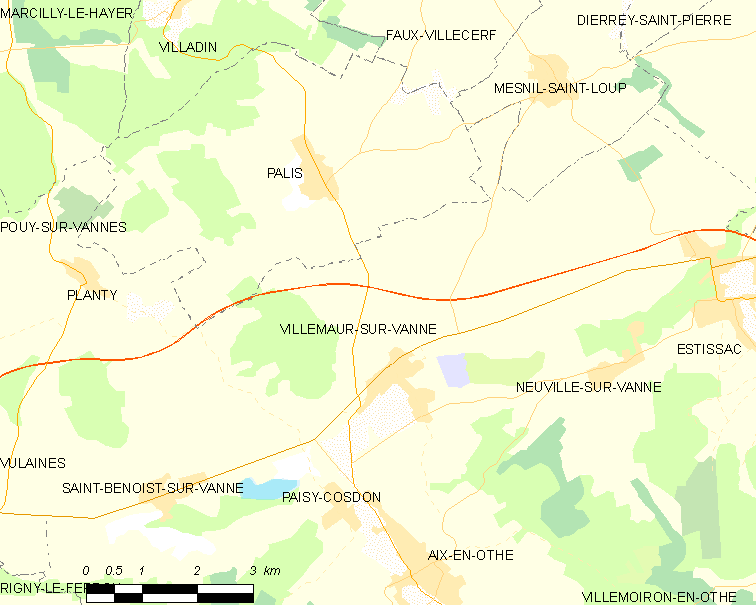
Карта коммуны